# Уилям Пикеринг
Уилям Хенри Пикеринг (на английски: William Henry Pickering) е американски астроном, брат на Едуард Чарлз Пикеринг. Член на Американската академия на изкуствата и науките от 1883 г.

## Научна дейност
Той открива 9-а луна Феба на Сатурн през 1899 г. от фотопластинки, направени през 1898 г. Той също смята, че е открил и 10-а луна през 1905 г. от пластинки, направени през 1904 г., която нарича Темис. За това откритие той получава наградата „Лаланд“ на Френската академия на науките през 1906 г. Темис обаче не съществува.
Следвайки Джордж Дарвин, той предполага през 1907 г., че Луната е била част от Земята и се е откъснала от частта, където сега се намира Тихият океан. Той също предлага никакъв вид континентален дрейф (дори преди Алфред Вегенер) и спекулира, че Америка, Азия, Африка и Европа са представлявали един континент, който се е раздробил на парчета след отделянето на луната.
През 1908 г. той прави изявление относно възможността за самолети, които по това време все още не са изобретени, казвайки, че „популярна е фантазията да се предполага, че летящи машини могат да бъдат използвани за да пускат динамит над врага по време на война“.
Той предвожда експедиции на слънчеви затъмнения и изучава кратерите на Луната и предполага, че промените на кратера Ератостен се дължат на „лунни насекоми“. Той твърди, че е намерил растения на Луната.
През 1919 г., тай прогнозира съществуването и позицията на Планета Х, на базата на аномалии в позициите на Уран и Нептун но изследване на обсерваторията на връх Уилсън не открива тази планета. Плутон е открит по-късно от Клайд Томбо през 1930 г., но се знае, че масата на Плутон е твърде малка за да има гравитационен ефект върху Уран и Нептун, и аномалиите са обяснени, чрез днешните по-точни стойности на планетните маси.
На 24 август 2006 г. Международният астрономически съюз съставя дефиницията на понятието „планета“ в Слънчевата система. Тази дефиниция изключва Плутон като планета и я добавя като член на новосъздадената категория „планета джудже“ заедно с Ерида и Церера.
Пикеринг създава няколко обсерватории и астрономически наблюдателни станции. То прекарва голяма част от късния си живот в частната си обсерватория в Ямайка. Той създава фотографски атлас на Луната – Луната: Резюме на съществуващата информация за нашия спътник – през 1903 г.
Астероидът „784 Пикерингия“ и кратерите „Пикеринг“ на Луната и „Пикеринг“ на Марс са кръстени на него и на брат му Едуард Чарлз Пикеринг.